# Октябрь (клуб по хоккею с мячом)
«Октя́брь» — женский клуб по хоккею с мячом из Москвы.

## История
В 1991 году в спортивном клубе «Текстильщик» была создана женская команда по хоккею с мячом, которую назвали «Октябрь». Главным тренером «Октября» стал Н. А. Чегодаев. Команда доминировала в российском женском хоккее первой половины 1990-х годов. В 1993 и 1994 годах она была чемпионом и обладателем Кубка России, победителем Кубка Мира по ринк-бенди (мини-хоккею с мячом). В ринк-бенди клуб также становился чемпионом России в 1993-1995 годах и обладателем Кубка в 1992-1994 годах. Из-за финансовых затруднений «Октябрь» прекратил существование осенью 1994 года.

## Достижения
- Чемпион России: 2

- 1993, 1994

- Победитель Кубка России: 2

- 1993, 1994